# Клир, Аарон
Аарон Клир (англ. Aaron Cleare; род. 31 января 1983) — багамский легкоатлет, специалист по бегу на короткие дистанции. Выступал на профессиональном уровне в 2002—2013 годах, чемпион Центральной Америки и Карибского бассейна, победитель и призёр ряда крупных международных стартов, участник летних Олимпийских игр в Афинах.

## Биография
Аарон Клир родился 31 января 1983 года.
Занимался лёгкой атлетикой во время учёбы в Dickinson State University, в составе университетской легкоатлетической команды Dickinson State Blue Hawks успешно выступал на различных студенческих соревнованиях в США.
Впервые заявил о себе на международном уровне в сезоне 2002 года, когда вошёл в составе багамской сборной выступил на домашних CARIFTA Games в Нассау и на юниорском первенстве Центральной Америки и Карибского бассейна в Бриджтауне, где в беге на 400 метров стал пятым и шестым соответственно.
Благодаря череде успешных выступлений в 2004 году удостоился права защищать честь страны на летних Олимпийских играх в Афинах — в финальном забеге эстафеты 4×400 метров вместе с соотечественниками Натаниэлем Маккинни, Андре Уильямсом и Крисом Брауном показал время 3:01.88, расположившись в итоговом протоколе соревнований на шестой строке.
В 2005 году в эстафете 4×400 метров одержал победу на центральноамериканском и карибском чемпионате в Нассау.
В 2009 году в дисциплине 400 метров стартовал на чемпионате Центральной Америки и Карибского бассейна в Гаване, в финал не вышел.
В 2012 финишировал третьим на в беге на 100 и 200 метров на чемпионате Багамских Островов в Нассау.
Завершил спортивную карьеру по окончании сезона 2013 года.